# Al-Ahram Beverage Company
Al-Ahram Beverage Company (Аль-Ахрам Бевередж Кампани, от араб. ألأهرام ‎ — «Пирамиды») — предприятие пищевой промышленности Египта, выпускающее пиво, солод, безалкогольные напитки, вино и другие алкогольные напитки. На многих сегментах египетского рынка алкоголя компания занимает монопольное положение.

## История
Компания ведет свою историю с 1897 года, когда была основана компания Crown Brewery Company, которая начала производство пива в Александрии.
В 1963 компания была национализирована и находилась в государственной собственности более 30 лет до приватизации в 1997 году.
В 2002 владельцем компании стала международная пивоварная группа Heineken, техническое сотрудничество с которой египетские пивовары начали еще в 1946 году. Предыдущий владелец компании египетский бизнесмен Ахмет Зайят получил от этой продажи 280 миллионов долларов США.
Ныне Al-Ahram Beverage Company является практически монополистом на египетском рынке алкогольных напитков (без учета импорта), лидером на египетском пивном рынке, удерживая 93 % его объемов, на долю компании также приходится 11 % внутреннего рынка безалкогольных напитков.
Единственным местным конкурентом Al-Ahram на рынке пива и вина является компания Egyptian International Beverage Company, работающая с 2005 года.

## Ассортимент продукции

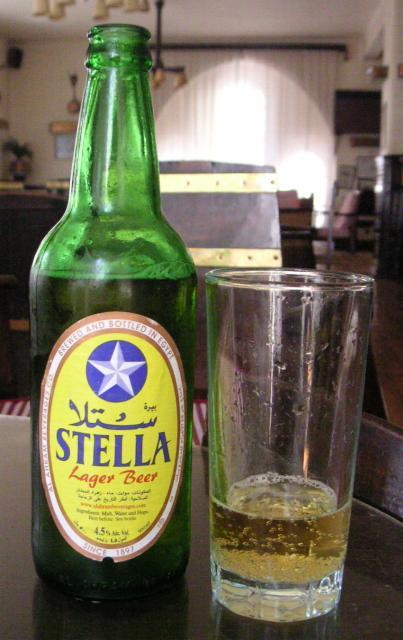
Пиво Stella Lager

### Пиво
- Stella Lager Алк.: 4,5 %. Основной пивной бренд компании.
- Sakara Gold Алк.: 4,0 %.
- Sakara King Алк.: 10,0 %.
- Meister Max Алк.: 8,0 %.
- Heineken Lager Beer Алк.: 5,0 %. По лицензии Heineken N.V..

### Алкогольные напитки
- ID водка
- Auld Stug виски
- Cubana ром
- Dinsmore бренди
- Butler’s джин
- Malavado

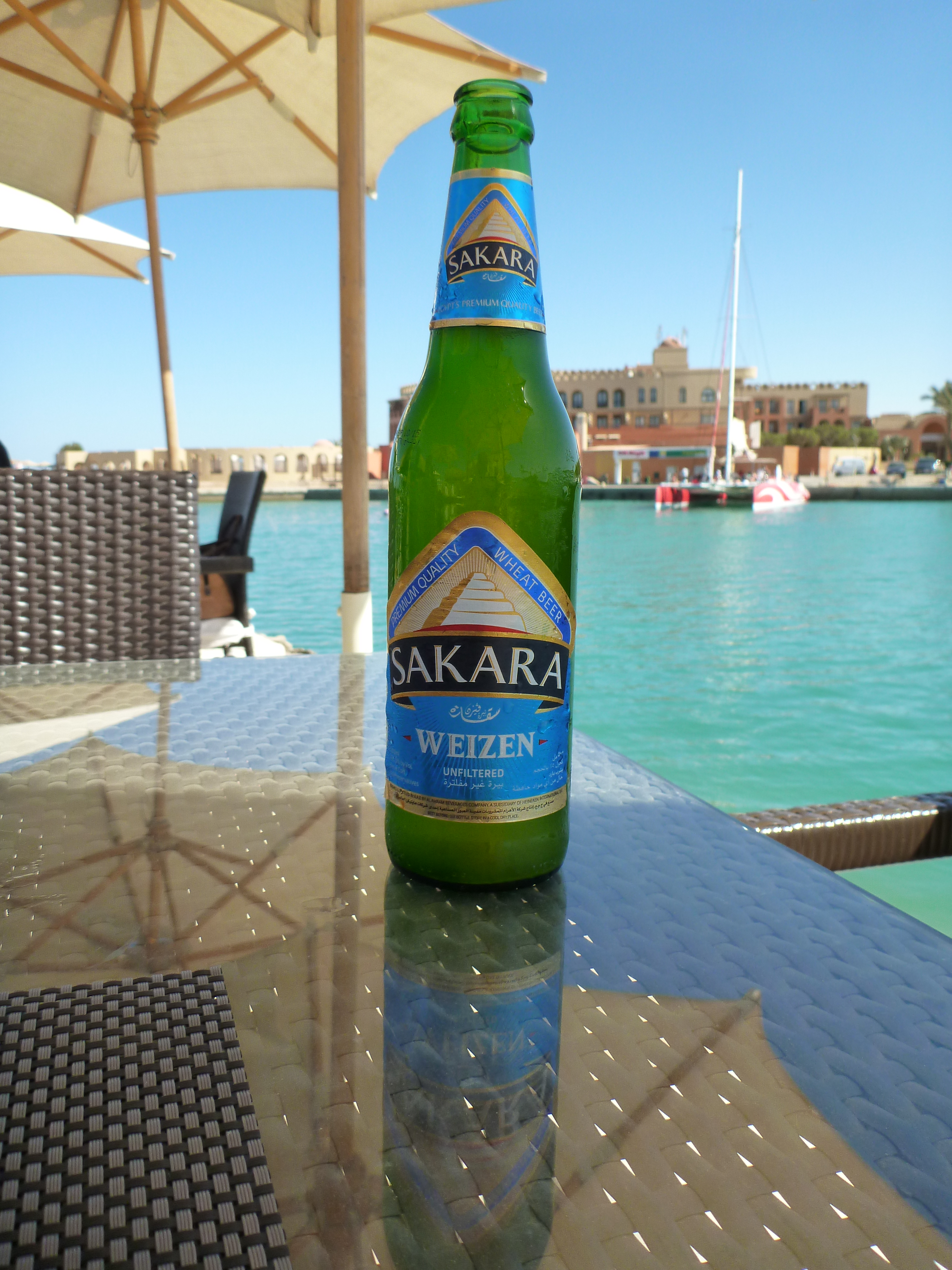
Бутылка египетского пива Sakara Weizen

Компания выпускает более 10 сортов белого, красного и розового вина, в том числе игристого, производимого в основном из местного винограда.

### Слабоалкогольные напитки
- ID Edge
- ID Double Edge

### Безалкогольные напитки
- Amstel Zero
- Fayrouz
- Birell